# Юрасово (Раменский район)
Юра́сово — деревня в Раменском муниципальном районе Московской области. Входит в состав сельского поселения Ульянинское. Население — 31 чел. (2010).

## Название
В писцовой книге XVI века упоминается как сельцо Юрасово, с конца XVIII века до середины XIX века употреблялось название село Ивановское, Юрасово тож, позже — деревня Юрасово. Название связано с некалендарным личным именем Юрас.

## География
Деревня Юрасово расположена в южной части Раменского района, примерно в 28 км к югу от города Раменское. Высота над уровнем моря 133 м. Рядом с деревней протекает река Ольховка. К деревне приписано 5 СНТ. Ближайший населённый пункт — деревня Першино.

## История
В 1926 году деревня являлась центром Юрасовского сельсовета Ульяновской волости Бронницкого уезда Московской губернии.
С 1929 года — населённый пункт в составе Бронницкого района Коломенского округа Московской области. 3 июня 1959 года Бронницкий район был упразднён, деревня передана в Люберецкий район. С 1960 года в составе Раменского района.
До муниципальной реформы 2006 года деревня входила в состав Ульянинского сельского округа Раменского района.

## Население
| 1926 | 2002 | 2010 |
| ---- | ---- | ---- |
| 148  | ↘8   | ↗31  |

В 1926 году в деревне проживало 148 человек (64 мужчины, 84 женщины), насчитывалось 30 хозяйств, из которых 29 было крестьянских. По переписи 2002 года — 8 человек (4 мужчины, 4 женщины).